# Upuna borneensis
Upuna borneensis ist ein endemischer Baum in der Familie der Flügelfruchtgewächse aus Borneo. Es ist die einzige Art der Gattung Upuna.

## Beschreibung
Upuna borneensis wächst als Baum bis zu 55 Meter hoch. Der Stammdurchmesser erreicht bis zu 190 Zentimeter. Es werden größere Brettwurzeln ausgebildet. Die braun-graue Borke ist rissig und blättert in kleinen Plättchen ab. Die Zweige sind dicht behaart.
Die einfachen, weichledrigen und kurz gestielten Laubblätter sind wechselständig. Sie sind ganzrandig, etwa 10–22 Zentimeter lang, 4–9 Zentimeter breit und eiförmig bis länglich, elliptisch oder verkehrt-eiförmig und zugespitzt bis geschwänzt. Der Blattstiel ist 1–3 Zentimeter lang. Unterseits sind sie fahlgrün und weißlich behaart, die Blattbasis ist keilförmig bis abgerundet oder leicht herzförmig. Die Nervatur ist gefiedert und unterseits erhaben sowie bräunlich behaart. Die pfriemlichen Nebenblätter sind recht haltbar.
Es werden drüsige und dicht bräunlich behaarte, reichverzweigte, zymöse Blütenstände an den Zweigenden gebildet. Es sind Trag- und Vorblätter vorhanden. Die rötlichen bis dunkel-purpurfarbenen, zwittrigen und duftenden, kleinen Blüten sind fünfzählig mit doppelter Blütenhülle. Die fast freien Kelchblätter sind behaart und ungleich. Die breit-eiförmigen Petalen besitzen einen gelben Rand. Es sind 25–30 Staubblätter mit an der Basis abgeplatteten Staubfäden vorhanden. Die Antheren besitzen an der Spitze ein langes fädiges Anhängsel. Der behaarte. mehrkammerige Fruchtknoten ist oberständig mit einem, im unteren Teil behaarten Griffel mit einer dreiteiligen, kleinen und kopfigen Narbe.
Es werden einsamige Flügelnüsse mit den vergrößerten, flügeligen, anfangs rötlichen, später bräunlichen Kelchblättern und Griffelresten gebildet. Zwei Flügel sind größer und bis 13 Zentimeter lang und drei sind kleiner und bis 7,5 Zentimeter lang. Die bräunlich behaarte, ellipsoide, etwas dreikantige und bespitzte, geschnäbelte Nuss ohne Flügel ist etwa 3–3,2 Zentimeter lang. Die Nüsse öffnen sich bei der Keimung lokulizidal dreiklappig. Die Samen besitzen einen dünnen Arillode.

## Taxonomie
Die Erstbeschreibung der Gattung Upuna und der Art Upuna borneensis erfolgte 1941 durch Colin Fraser Symington in Bull. Jard. Bot. Buitenzorg, Sér. 3, 17: 88.

## Verwendung
Das harte und sehr schwere Holz ist sehr beständig.